# John Heritage
Pour les articles homonymes, voir Heritage.
John Christopher Heritage est un sociologue américain d'origine britannique. Ses travaux s'inscrivent dans la perspective de l'ethnométhodologie et de l'interactionnisme d'Erving Goffman. Depuis 1988, il est professeur de sociologie à l'Université de Californie à Los Angeles, après avoir enseigné à l'Université de Leeds.
Ses recherches portent sur l'analyse conversationnelle, la sociologie de la médecine et la communication de masse. Il est le cofondateur et coorganisateur de la British Sociological Association Sociology of Language Study Group, 1978-1984. Auteur d'un ouvrage de référence sur Harold Garfinkel (Garfinkel and ethnomethodology, 1984), Heritage peut également être considéré comme l'un des historiens de l'ethnométhodologie par ses nombreuses contributions à ce sujet dans des collectifs et des encyclopédies.

## Publications
- avec J. Maxwell Atkinson (éd.), Structures of social action : studies in conversation analysis, Cambridge [Cambridgeshire] ; New York : Cambridge University Press ; Paris, Éditions de la Maison des sciences de l’homme, 1984
- Garfinkel and ethnomethodology, Cambridge [Cambridgeshire] ; New York, N.Y. : Polity Press, in association with B. Blackwell, Oxford, 1984.
- avec Paul Drew (éd.), Talk at work : interaction in institutional settings, Cambridge [England] ; New York : Cambridge University Press, 1992.
- avec Steven Clayman, The news interview : journalists and public figures on the air, Cambridge, U.K. ; New York : Cambridge University Press, 2002.
- avec Paul Drew (éd.), Conversation analysis, London ; Thousand Oaks, Calif. : SAGE, 2006.
- avec and Douglas W. Maynard (éd.), Communication in medical care : interaction between primary care physicians and patients, Cambridge ; New York : Cambridge University Press, 2006.